# Festival OTI de la Canción 1974
Het OTI Festival 1974 was de derde editie van het OTI Festival, georganiseerd door de Organización de Televisión Iberoamericana. de wedstrijd werd georganiseerd door het winnende land van het jaar voordien, Mexico. Puerto Rico won met het lied Solo canto por cantar.
Zeven landen debuteerden dit jaar, waaronder de Nederlandse Antillen en de Verenigde Staten, waar het Spaans niet de belangrijkste taal is. Argentinië en Portugal trokken zich dit jaar terug.
| Land                                                     | Artiest              | Lied                        | Plaats | Ptn |
| -------------------------------------------------------- | -------------------- | --------------------------- | ------ | --- |
| Puerto Rico                                              | Nydia Caro           | Hoy solo canto por cantar   | 1      | 18  |
| Guatemala                                                | Tanya Zea            | Yo soy                      | 2      | 14  |
| Venezuela                                                | José Luis Rodríguez  | Vuelve                      | 3      | 11  |
| Spanje                                                   | Lya Uya              | Lapicero de madera          | 4      | 9   |
| Ecuador                                                  | Hilda Murillo        | Las tres mariposas          | 5      | 7   |
| Dominicaanse Republiek                                   | Charityn Goyco       | Alexandra                   | 5      | 7   |
| Nicaragua                                                | Hernaldo Zúñiga      | Gaviota                     | 7      | 4   |
| Chili                                                    | José Alfredo Fuentes | Amor, volveré               | 8      | 4   |
| Honduras                                                 | Moisés Canela        | Río viejo, río amigo        | 9      | 3   |
| Uruguay                                                  | María Elisa          | La montaña de la vida       | 9      | 3   |
| Nederlandse Antillen                                     | Humberto Nivi        | Quédate                     | 9      | 3   |
| El Salvador                                              | Félix López          | Todo será de nosotros       | 9      | 3   |
| Mexico                                                   | Enrique Cáceres      | Quijote                     | 9      | 3   |
| Bolivia                                                  | Jenny                | Los muros                   | 14     | 2   |
| Panama                                                   | Marcos Rodríguez     | La tierra es de todos       | 15     | 1   |
| Colombia                                                 | Isadora              | Porque soy la mujer, esperé | 15     | 1   |
| Verenigde Staten                                         | Rosita Peru          | Pero... mi tierra           | 17     | 1   |
| Brazilië                                                 | Agnaldo Rayol        | Porque                      | 18     | 0   |
| Peru                                                     | César Altamirano     | Mujer primera               | 18     | 0   |
| Gaststad: Teatro Juan Ruiz de Alarcón - Acapulco, Mexico |                      |                             |        |     |

1972 · 1973 · 1974 · 1975 · 1976 · 1977 · 1978 · 1979 · 1980 · 1981 · 1982 · 1983 · 1984 · 1985 · 1986 · 1987 · 1988 · 1989 · 1990 · 1991 · 1992 · 1993 · 1994 · 1995 · 1996 · 1997 · 1998 · 2000